# Michael Ancher
Michael Peter Ancher (Frigaard, 1849 – Skagen, 1927) è stato un pittore danese.

## Biografia
Marito della pittrice Anna Ancher, fu tra gli animatori della colonia di artisti degli Skagensmalerne, movimento pittorico la cui attività si svolse nel villaggio costiero di Skagen, nello Jutland settentrionale. Fu autore di una celebre serie di dipinti incentrati sulla vita dei poveri pescatori del borgo marinaro.

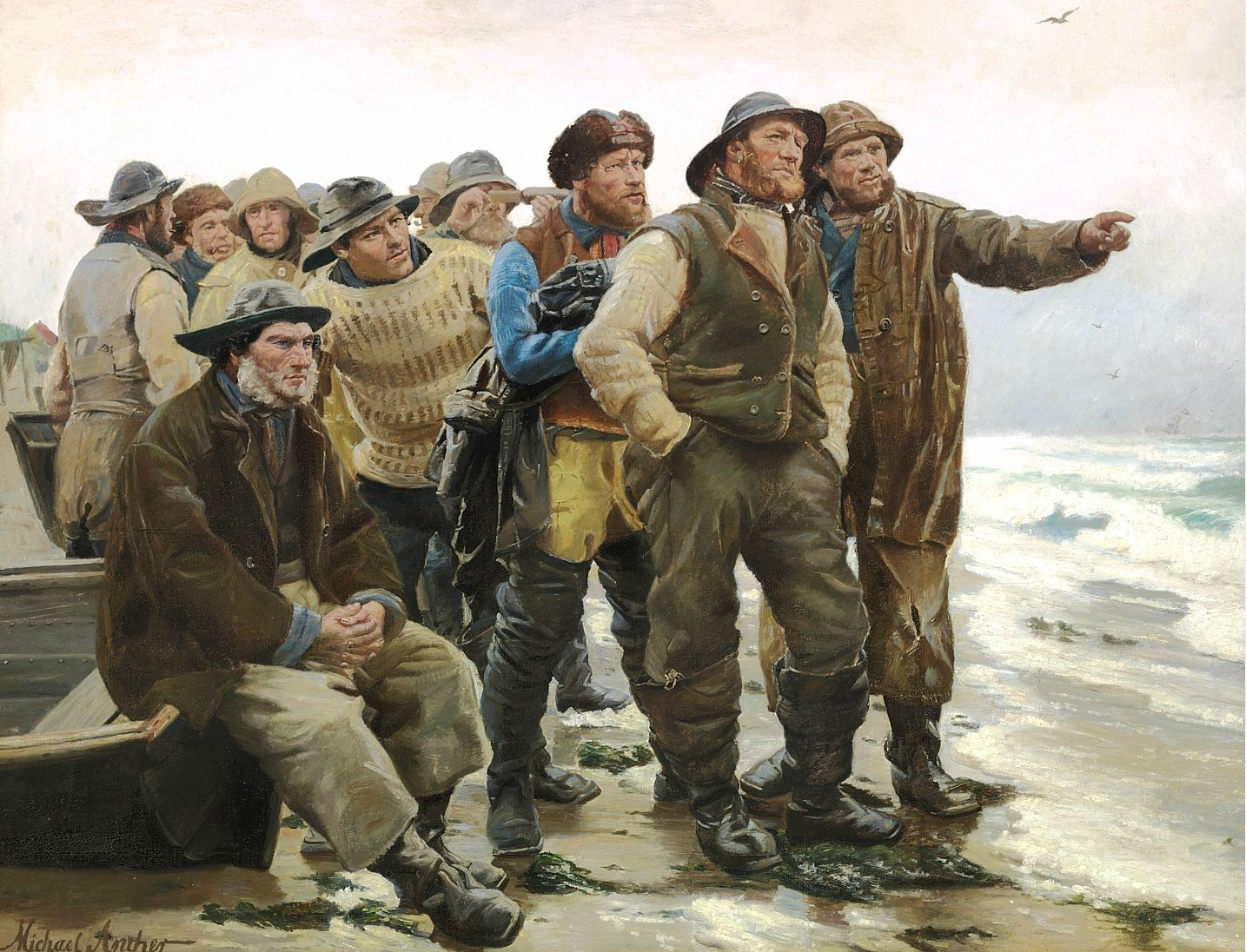
Dipinto del 1879 : Sarà possible ?

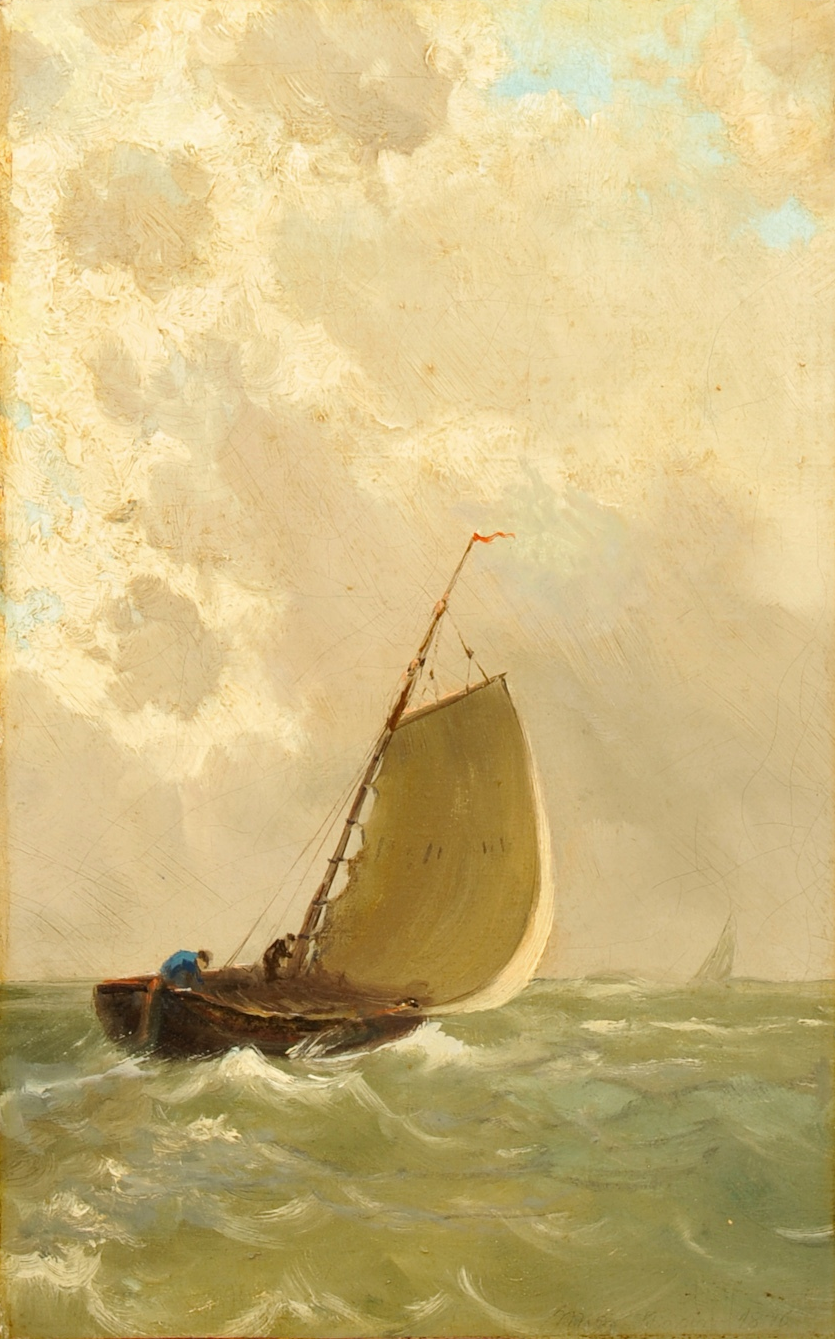
Batello con cattivo mare, 1876

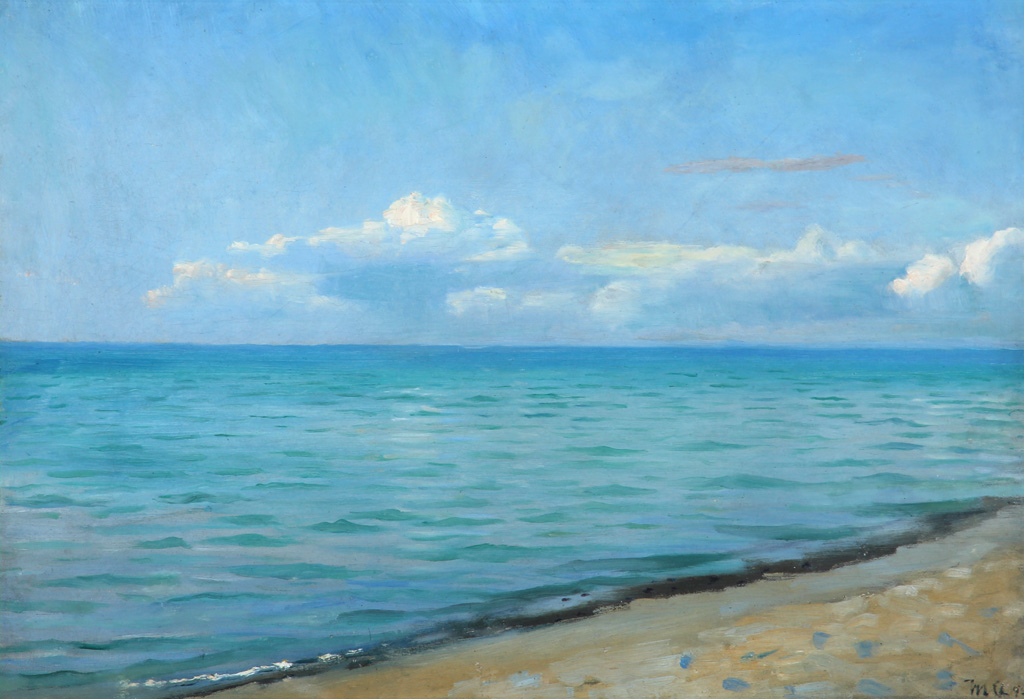
Skagen, 1892